# Martin Taylor
Martin Taylor (Ashington, País, 9 de noviembre de 1979), exfutbolista inglés. Jugó de defensa y su último equipo fue el Sheffield Wednesday de Inglaterra. 

## Selección nacional
Ha sido internacional con la Selección de fútbol de Inglaterra Sub-21.

## Clubes
| Club                | País       | Año       |
| ------------------- | ---------- | --------- |
| Blackburn Rovers    | Inglaterra | 1999-2000 |
| Darlington FC       | Inglaterra | 2000      |
| Stockport County    | Inglaterra | 2000      |
| Blackburn Rovers    | Inglaterra | 2000-2004 |
| Birmingham City     | Inglaterra | 2004-2007 |
| Norwich City        | Inglaterra | 2007      |
| Birmingham City     | Inglaterra | 2007-2010 |
| Watford FC          | Inglaterra | 2010-2012 |
| Sheffield Wednesday | Inglaterra | 2012-2014 |

### Dura entrada aEduardo da Silva(Arsenal FC)
Martin Taylor cometió una brutal entrada a Eduardo Da Silva, en el minuto 3:17 de partido contra el Arsenal el 23 de febrero de 2008; lesionando así gravemente al jugador gunner (fractura de tibia y peroné). El entrenador del club de Londres, Arsène Wenger declaró que "al jugador del Birmingham habría que privarlo de volver a jugar al fútbol", aunque posteriormente corrigió las declaraciones, declarando que "Estaba muy enojado". Eduardo Da Silva, volvió a los terrenos de juego, casi un año después de la lesión, jugando 67 minutos del mismo partido, y marcando un doblete (en el 67' fue sustituido, recibiendo una gran ovación del público, y uniéndose en un efusivo abrazo con su preparador físico, quien lo ayudó mucho con su lesión).

### Campeonatos nacionales
| Título                  | Club             | País       | Año  |
| ----------------------- | ---------------- | ---------- | ---- |
| Copa de la Liga Inglesa | Blackburn Rovers | Inglaterra | 2002 |